# Bijtschildpadden (geslacht)
Bijtschildpadden (Chelydra) zijn een geslacht van schildpadden uit de familie bijtschildpadden (Chelydridae).

## Naam en indeling
De wetenschappelijke naam van de groep werd voor het eerst voorgesteld door August Friedrich Schweigger in 1812. De geslachtsnaam Chelydra is afgeleid van het Griekse kheludros, dat 'waterslang' of 'schildpad' betekent. Het geslacht was lange tijd monotypisch, tot de ondersoorten van de bijtschildpad (Chelydra serpentina) als volwaardige soorten werden gezien. Soms wordt Chelydra osceola als een vierde soort erkend, of als een ondersoort van de bijtschildpad.
Fossielen van de moderne soorten zijn voornamelijk aangetroffen in Noord-Amerika en hebben een leeftijd tot 28,4 miljoen jaar oud. In Europa zijn exemplaren gevonden in Duitsland die leefden in het Mioceen en het Oligoceen. Er zijn ook enkele uitgestorven soorten bekend zoals Chelydra floridana, Chelydra laticarinata en Chelydra sculpta uit het Pleistoceen.

### Moderne soorten
Het geslacht omvat de volgende soorten, met de auteur en het verspreidingsgebied.
| Naam                                | Auteur         | Verspreidingsgebied                                                                   |
| ----------------------------------- | -------------- | ------------------------------------------------------------------------------------- |
| Chelydra acutirostris               | Peters, 1862   | Midden- en Zuid-Amerika; Honduras, Nicaragua, Costa Rica, Panama, Colombia en Ecuador |
| Chelydra rossignonii                | Bocourt, 1868  | Midden-Amerika; Mexico, Belize, Guatemala, Honduras                                   |
| Bijtschildpad (Chelydra serpentina) | Linnaeus, 1758 | Noord-Amerika; Canada, Verenigde Staten                                               |

## Uiterlijke kenmerken

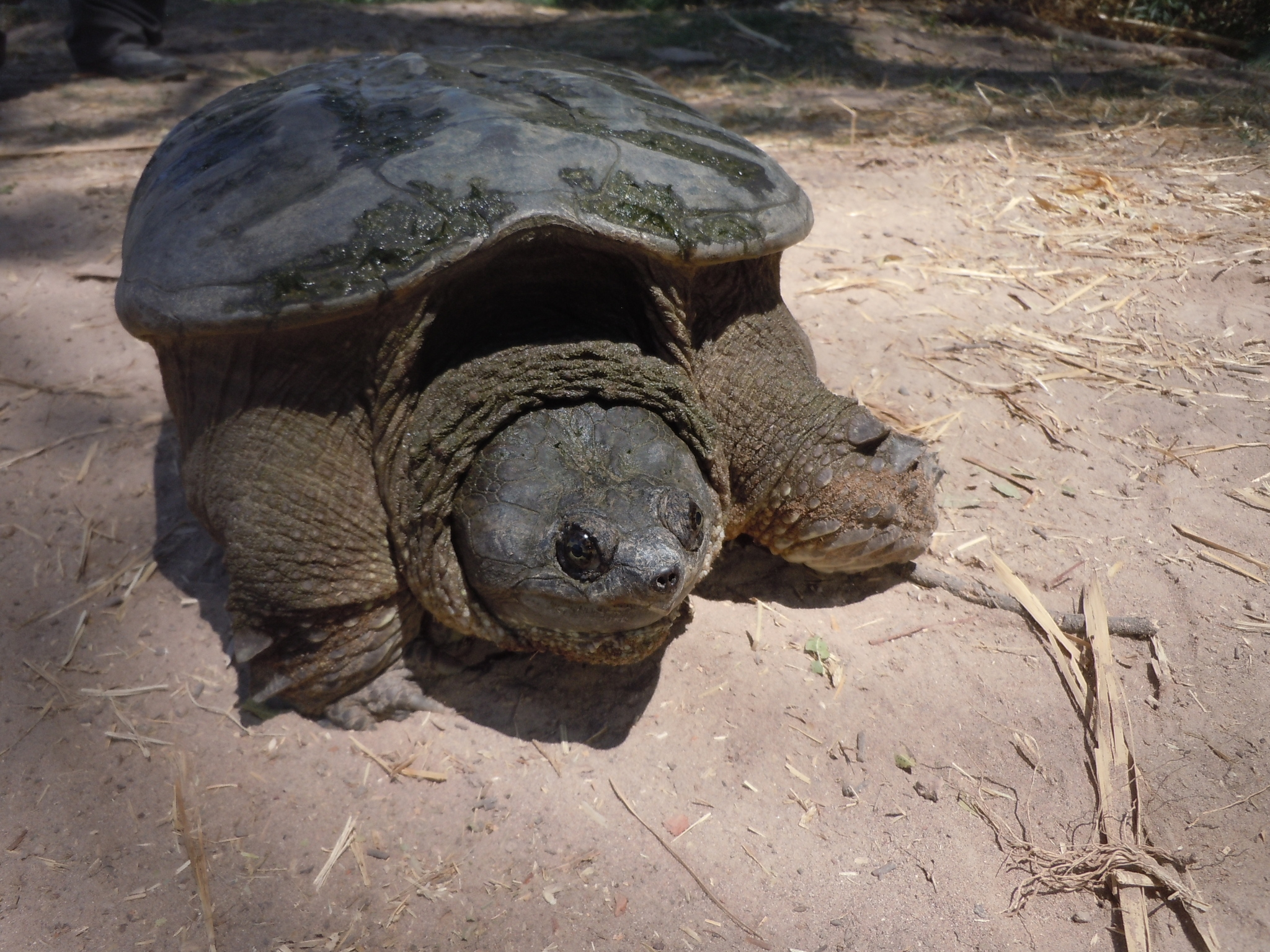
Chelydra rossignonii in de natuurlijke habitat, Mexico.

De schildpadden bereiken een lichaamslengte tot ongeveer vijftig centimeter. Het rugschild is groot en rond en de marginaalschilden dragen grote, doornachtige uitsteeksels aan de achterzijde. Er zijn 24 marginalen in totaal. Aan de bovenzijde van het schild zijn drie rijen knobbels aanwezig in de lengte die kielen vormen. De knobbels zijn op of dicht bij het centrum van de rugplaten gepositioneerd en vervagen naarmate de dieren ouder worden. Heel oude dieren hebben vaak een glad rugschild.
Het buikschild is smal en vrij klein en heeft een kruisvorm. De plastronformule is bij alle soorten als volgt: an >< hum > pect > fem > intergul > abd.
Alle soorten hebben een relatief enorme kop, de ogen zijn groot en zijn aan de bovenzijde van de kop gepositioneerd, zij hebben een ronde pupil. De tong is niet wormvormig zoals bij de gelijkende alligatorschildpadden uit het geslacht Macrochelys het geval is. De poten zijn breed en krachtig en hebben lange klauwen.
De huidskleur is bruin tot grijs of zwart, soms met lichtere tot gele vlekpatronen. Mannetjes worden groter en zwaarder dan vrouwtjes en hebben een langere staart.

## Levenswijze
Bijtschildpadden zijn vrij sterk op het water aangepast maar met name de oudere dieren zijn vrij slechte zwemmers. Door het kleine buikschild ontstaat er een grote bewegingsvrijheid voor de poten en de schildpadden bewegen zich voornamelijk lopend op de bodem voort. Ze leven voornamelijk van dierlijk materiaal en aas, maar ook plantendelen als bessen worden gegeten. Vijanden zijn voornamelijk krokodilachtigen, ook graven sommige zoogdieren de dieren op als ze in winterslaap zijn, zoals otters. Bij verstoring proberen de dieren te bijten, waarbij de lange nek ver kan worden uitgestoken.

## Verspreiding en habitat

Verspreiding van de bijtschildpad in Noord-Amerika.

De schildpadden komen voor in delen van Noord-, Midden- en Zuid-Amerika en leven in de landen Canada, Verenigde Staten, Honduras, Nicaragua, Costa Rica, Panama, Colombia, Mexico, Belize, Guatemala en Ecuador.
De habitat bestaat uit gematigde tot tropische en subtropische moerassen, draslanden, grote rivieren, meren, rivierarmen en andere permanente of tijdelijke, zoete wateren. Ook in door de mens aangepaste streken zoals vijvers kunnen de schildpadden worden gevonden.

## Beschermingsstatus
Door de internationale natuurbeschermingsorganisatie IUCN is aan twee soorten een beschermingsstatus toegewezen. Chelydra rossignonii wordt gezien als beschouwd als 'kwetsbaar' (Vulnerable of VU) en de bijtschildpad (Chelydra serpentina) staat te boek als 'veilig' (Least Concern of LC).